# São João da Boa Vista (tiểu vùng)
São João da Boa Vista là một tiểu vùng thuộc bang São Paulo, Brasil. Tiều vùng này có diện tích 5429 km², dân số năm 2007 là 395224 người.